# Петрова, Татьяна Сергеевна
Татьяна Сергеевна Петрова (23 декабря 2001, Новокузнецк, Кемеровская область) — российская футболистка, полузащитница клуба ЦСКА и сборной России.

## Биография
Воспитанница клуба «Металлург» (Абаза), первый тренер — Кащиц Евгений Брониславович. Позднее занималась в юношеской команде «Россиянка-УОР» (Звенигород). Победительница всероссийской Спартакиады учащихся (2017).
На взрослом уровне дебютировала в высшей лиге России 18 апреля 2017 года в составе «Россиянки» в матче против «Енисея». Первый гол забила в своём втором матче, 24 апреля в ворота «Рязань-ВДВ». Всего в своём первом сезоне сыграла 13 матчей и забила один гол в чемпионате России, также приняла участие в двух матчах еврокубков.
С 2018 года выступает за московский ЦСКА. В 2019 году команда стала чемпионом России, однако спортсменка только трижды за сезон выходила на поле. В 2020 году стала регулярно играть за основной состав и снова стала чемпионкой страны.
Играла за юношескую и молодёжную сборную России. С 2022 года играет за основную женскую сборную России.

## Достижения
командные
Чемпионат России
- Чемпион: 2020
- Серебряный призёр (4): 2021, 2022, 2023, 2024

Кубок России
- Обладатель (2): 2022, 2023

личные
- Лауреат премии «Первая пятёрка»: 2022[6]